# Hugo Micheron
Hugo Micheron, né le 24 octobre 1988 à Puyricard, est un enseignant-chercheur français en sciences politiques s'intéressant au djihadisme et aux relations entre l’Europe et le Moyen-Orient, ainsi qu’à l’évolution des pays européens depuis les années 1990 face à l’évolution du jihadisme sur le continent.

## Parcours

### Formation
Entre 2008 et 2009, Hugo Micheron vit en Syrie et y apprend la langue arabe. En 2009-2010, il rédige un livret, Syrie, dans le cadre d'un stage à la mission économique de Damas à l'ambassade de France en Syrie, sous la direction de Sylvie Sturel. Il effectue ensuite des études à Sciences Po Aix et au King's College de Londres.
À partir de 2015, dans le cadre de ses travaux de doctorat au sein de la chaire d'excellence Moyen-Orient Méditerranée de l'ENS-PSL, il interroge environ 80 jihadistes détenus en France ayant participé à la guerre civile syrienne sous le drapeau de l'État islamique en Irak et au Levant, condamnés ou non. Il conduit également des entretiens auprès de leurs familles et des habitants ayant eu le même cadre de vie, ainsi que dans plusieurs zones de Turquie, du Liban et de l'Irak.
Il obtient en 2019 un doctorat de l’université PSL en sciences politiques pour sa thèse préparée à l'ENS-PSL, qui donne lieu à la publication d’un ouvrage intitulé Le Jihadisme français. Quartiers, Syrie, prisons le 9 janvier 2020, préfacé par son directeur de thèse Gilles Kepel.

### Carrière universitaire
En septembre 2020, il devient chercheur postdoctoral auprès de la chaire d'excellence Moyen-Orient Méditerranée de l'ENS-PSL, et de septembre 2020 à septembre 2022 il est chercheur associé postdoctoral au sein du département Near Eastern Studies de l'université de Princeton.
Depuis janvier 2023, il est maître de conférences à l'École des affaires internationales (PSIA) de Sciences Po Paris.

### Autre mandat
Le 2 février 2023, il est nommé au Conseil scientifique sur les processus de radicalisation (COSPRAD), en même temps que Marc Hecker, Julien Longhi et Bernard Rougier, ce dernier étant reconduit dans ses fonctions au sein de cette instance.

### Arlequin AI
En 2024, Hugo Micheron cofonde avec Antoine Jardin, ingénieur au CNRS, la start-up Arlequin AI. La société est spécialisée dans l’analyse des données sociales et développe une plateforme souveraine d’analyse via IA de grands volumes de données appelée grâce à son outil de pointe, HuDEx (Human Data Explorer).

## Carrière médiatique et publique
En 2021 Hugo Micheron est désigné témoin expert au procès des attentats du 13 Novembre (procès V13) et dépose pendant plus de cinq heures, apportant un éclairage sur les trajectoires syro-irakiennes des accusés et sur l'évolution des réseaux jihadistes européens,,.

## Réception critique

### Le Jihadisme français. Quartiers, Syrie, prisons(livre)
Dans Le Jihadisme français. Quartiers, Syrie, prisons, Hugo Micheron montre la création en France au cours des années 2010 d’une « géographie salafo-djihadiste » liée à un enclavement territorial et communautaire.
Le livre est bien accueilli par certains médias tels que Le Point et Libération,,,, moins bien par quelques universitaires.
Ainsi, selon la sociologue Agnès Villechaise, dans son compte rendu de lecture, « de manière générale, le livre s’avère bien plus convaincu que convaincant, [...] il ne paraît pas que l’auteur soit parvenu à rester loin de “tout parti pris idéologique”, comme Kepel l’annonçait pourtant en préface. [...] Il faut reconnaître au livre des qualités d’investigation et d’exposition pédagogique, et une description utile de l’État islamique en Syrie [...]. »
Et, selon le sociologue Éric Marlière, « les travaux d’Alain Bertho, d’Olivier Roy ou de Farhad Khosrokhavar sont critiqués sans ménagements et évacués en deux pages pour mieux encenser ceux de Gilles Kepel et de Bernard Rougier. [...] Si l’auteur impressionne au départ sur ses intentions et les potentialités empiriques affichées dans l’introduction notamment, le travail analytique et la qualité des matériaux empiriques peinent finalement à convaincre le chercheur qui travaille depuis longtemps sur la question des quartiers populaires urbains. »
Le Jihadisme français. Quartiers, Syrie, prisons, s'inscrit dans la querelle qui oppose Gilles Kepel avec sa vision de la « radicalisation de l’islam », à Olivier Roy, lequel a développé une théorie d'« islamisation de la radicalité ». Gilles Kepel souligne que l’ouvrage permet d’appréhender le jihadisme de l’intérieur, il “déconstruit les théories obsolètes qui ont conduit aux errements de bien de nos dirigeants et de nos éditorialistes”.
Par ailleurs, des avis positifs ont été publiés par exemple par le sociologue Maurice Blanc et par la revue Conflits, laquelle indique que “malgré ses insuffisances en matière conceptuelle et de fragilité des sources, [ce livre] représente une avancée réelle dans la compréhension des aspects géographiques du fait jihadiste.” Sur sa plate-forme ‘Program on Extremism”, la George Washington University indique  que “la recherche doctorale du Dr Micheron constitue la plus vaste étude qualitative et quantitative en sciences sociales sur le djihadisme francophone.”

### Jihadisme européen. Quels enjeux pour l’avenir?(livre)
Dans Jihadisme européen. Quels enjeux pour l’avenir ? (Tracts, Gallimard, 2022), Hugo Micheron alerte sur l’illusion d’un reflux  du jihadisme après la chute de Daech. Il souligne que le phénomène est depuis enraciné en Europe et produit localement, indépendamment des conflits extérieurs. Refusant à la fois le déni et l’hystérie sécuritaire, Micheron avance l'idée d'une vigilance démocratique lucide, fondée sur les bases du droit. Ce court texte propose une analyse des risques à moyen terme pour les sociétés européennes,,.
L'ouvrage est bien reçu par les médias généralistes, comme Le Monde ou France Culture.
La revue Conflits salue la proposition de Micheron et sa périodisation des cycles d’expansion et de reflux du jihadisme européen. Il note que cette distinction entre jihadisme idéologique et terrorisme opérationnel est utile, mais souligne aussi les limites méthodologiques du pamphlet, qui reste une hypothèse de travail encore à approfondir.

### La Colère et l’Oubli. Les démocraties face au jihadisme européen(livre)
La Colère et l’Oubli. Les démocraties face au jihadisme européen (Hugo Micheron, Gallimard, 2023) examine les réactions socio-politiques des démocraties européennes directement confrontées au jihadisme depuis les années 1990. L’ouvrage analyse les cycles de répression et de déni, pointant les angles morts institutionnels et médiatiques dans leur aptitude à comprendre le phénomène. Micheron appelle à une mémoire lucide et une stratégie à long terme.
La Colère et l’Oubli. Les démocraties face au jihadisme européen, a reçu le Prix Femina essai 2023, le Prix du livre de géopolitique 2023,, ainsi qu'un bon accueil critique des médias généralistes, français et internationaux,,.

### Djihad sur l'Europe (Documentaire)
En s'appuyant sur des archives inédites et des témoignages de témoins de premier plan, cette série documentaire en trois volets écrite par Hugo Micheron, réalisée par Magali Serre et diffusée par Arte en 2023, retrace quatre décennies l’histoire du djihad,  largement méconnue en dépit de son ultramédiatisation depuis les années 2000. Des témoins de premier plan : anciens djihadistes "repentis", chercheurs, policiers et journalistes permettent d’explorer l'implantation progressive du phénomène, en pointant les failles des démocraties européennes.
Le Monde a qualifié le documentaire de "douloureux réveil de l'Occident", mettant en avant la reconstruction en trois épisodes d'une histoire largement méconnue du djihadisme européen. Toujours selon Le Monde, des « questions concluent la série mais restent sans vraie réponse. » Télérama a salué le documentaire comme une analyse limpide et éclairante.

## Décoration
- Chevalier de l'ordre national du Mérite (nommé le 15 mai 2025)[40].

## Filmographie
- Djihad sur l'Europe, documentaire écrit par Hugo Micheron et Magali Serre, diffusé sur Arte le 5 septembre 2023.

## Publications
- Le Jihadisme français. Quartiers, Syrie, prisons (préf. Gilles Kepel), Paris, Gallimard, coll. « Esprits du monde », 2019, 2020, 406 p. (ISBN 978-2-07-287599-1, OCLC 1141252653, présentation en ligne)
- Jihadisme européen. Quels enjeux pour l'avenir ?, Paris, Gallimard, coll. « Tracts », 2022, 55 p. (ISBN 978-2-07-297421-2, présentation en ligne)
- La Colère et l'Oubli. Les démocraties face au jihadisme européen, Paris, Gallimard, coll. « Hors série Connaissance », 2023 (ISBN 9782072980725, présentation en ligne)[41] Prix Femina essai 2023[42].

Prix du Livre Géopolitique 2023.

### Préface
- Alain Gras, Oil : petite anthropologie de l'or noir, vol. 52, Paris, Éditions B2, coll. « Actualités », 2015, 164 p. (ISBN 978-2-36509-056-8, présentation en ligne)